# Галицьке господарське товариство
Галицьке господарське товариство у Львові (GTG, нім KK galizische Landwirtschafts-Gesellschaft in Lemberg) — польське економічне об'єднання, яке підтримувало розвиток сільського господарства та промисловості Східної Галичини в 1845–1922 роках.

## Історія та діяльність
Перші спроби створити сільськогосподарське товариство в Галичині відбулися в 1811 році з ініціативи поміщика Станіслава Яна Дуніна-Борковського, тодішнього губернатора Галичини графа Петера фон Ґосса. Ця справа безуспішно повторювалася в наступні роки. У 1829 році з ініціативи галицьких станів до Відня було надіслано проєкт Статуту Товариства, який 14 липня 1829 року разом із дозволом на діяльність затвердив імператор Франц II. Однак практична реалізація проєкту затрималася через листопадове повстання в Царстві Польському, а потім небажання австрійської краєвої влади. Через шістнадцять років після затвердження статуту, 6 травня 1845 року тодішній цивільний і військовий губернатор Галичини, ерцгерцог Фердинанд Габсбург-Есте, дозволив заснувати Імператорське Галицьке господарське товариство. Товариство було створено на з'їзді польських землевласників 3 липня 1845 р. у Львові. Членами-засновниками були: граф Казимир Станіслав Бадені, Станіслав Богдан, Войцех Брандис, граф Северин Дрогойовський, Едвард Дульський, Тит Дідушицький, Карл Ензендорфер, граф Александер Фредро, князь Кароль Яблоновський, Юзеф Яблоновський, Гжегож Єнджеєвіч, Давид Єнджейович, Антоній Кліма, Томаш Коханський, граф Кипріан Коморовський, барон Ян Конопка, Маврицій Країнський, Казимир Красицький, барон Франц Кріг фон Гохфельден, Валеріан Кшечунович, Август Кунцек, Юзеф Левицький, граф Каєтан Левицький, Юліан Любенецький, Антоній Мисловський, Віктор Обниський, Ян Олеховський, Тиберіуш Ольшевський, Теофіль Осташевський, Станіслав Константи Петруський, граф. Альфред Потоцький, князь Леон Людвік Сапега, граф. Міхал Старженський, Теодор Терґонде, Кароль Загорський, граф Адам Замойський, Тадеуш Зебровський. Діяв з початку 1846 року на підставі статуту, затвердженого цісарським указом від 14 липня 1829 року. Цей статут був змінений постановами загальних зборів і затверджений Галицьким намісництвом у 1866, 1867 і 1877 роках. Закон товариства так визначив його характер: Ц. к. Галицьке господарське товариство — це вільне об'єднання ревних приятелів хліборобства і зв'язаних з ним наук, які об'єднують свої зусилля, щоб сприяти покращенню господарства в країні шляхом поширення корисних інформації, а отже підтримати благодійні наміри Уряду. Членами товариства були переважно землевласники, але ближче до XX століття до нього приєдналися орендарі, службовці, підприємці, а також заможні селяни. Воно діяло у східній Галичині, тому, попри польський характер товариства, до 1970-х років його членами були також русини (українці). Подібне товариство, Краківське сільськогосподарське товариство, діяло в Західній Галичині з 1845 року.
На основі проєктів Зигмунта Козловського ГГТ було децентралізовано в 1856–1861 роках, створивши місцеві філії.
Завданням Товариства було сприяти сільськогосподарській освіті, а також «поліпшенню народного господарства, садівництва, шовківництва, лісництва тощо». Як сказав співзасновник і перший президент Товариства Леон Людвік Сапега, його метою було стимулювати уми працювати над піднесенням сільського господарства, вказати найдоцільніші шляхи для цього, дізнатися про вдосконалення, зроблені в інших місцях, і спробувати їх поширити по всій країні виховувати людей для всіх галузей господарства. Основними формами діяльності ГГТ були організація лекційних та сільськогосподарських, садівничих, молочних і ветеринарних курсів. Особливо багато зусиль було докладено для розвитку скотарства — шляхом завезення чистопородної худоби та створення племстанцій. Товариство також видавало фахові сільськогосподарські часописи, насамперед «Rozprawy c.k. Galicyjskiego Towarzystwa Gospodarskiego» (1846—1862), а потім журнал «Rolnik» (1867—1914, 1916—1939). Також видано три томи «Rozpraw Sekcyi Leśnej C.K. Towarzystwa Gospodarskiego Galicyjskiego» (1853—1855) та «Miesięcznik Sadowniczo-Ogrodniczy» (1917—1918) органу Секції садівничого за ред. Антонія Врублевського. Товариство було організатором і спонсором першої в Галичині сільськогосподарської школи в Лопушні в пов. Рогатин (1849) та Рільничу школу в Дублянах (1856). Підтримувала розвиток польської промисловості та польського кооперативного руху у Східній Галичині. Кошти на свою діяльність товариство отримувало з членських внесків, а з 1868 р. широко субсидувалося урядом і автономними властями (напередодні Першої світової війни — понад 2/3 витрачених ними сум).
|       | Кількість відділень | Кількість учасників | Кількість учасників | Кількість учасників | Кількість учасників | Основна бібліотека |
| разом | Кількість відділень | активних            | почесних            | кореспондентів      | кількість томів     |                    |
| ----- | ------------------- | ------------------- | ------------------- | ------------------- | ------------------- | ------------------ |
| 1870  | 23                  | 1 775               | 1 648               | 18                  | 109                 | 8 000              |
| 1871  | 23                  | 1 757               | 1 624               | 21                  | 112                 | 8 000              |
| 1872  | 24                  | 1 789               | 1 622               | 21                  | 146                 | 8 000              |
| 1873  | 24                  | 1 497               | 1 337               | 21                  | 139                 | 8 000              |
| 1874  | 24                  | 1 520               | 1 356               | 22                  | 142                 | 8 000              |
| 1875  | 23                  | 1 536               | 1 372               | 22                  | 142                 | 8 000              |
| 1876  | 23                  | 1 548               | 1 383               | 22                  | 143                 | 8 000              |
| 1877  | 23                  | 1 537               | 1 376               | 21                  | 140                 | 8 000              |
| 1878  | 23                  | 1 537               | 1 379               | 20                  | 138                 | 8 000              |
| 1879  | 23                  | 1 325               | ‭1 168‬               | 21                  | 136                 | 8 000              |
| 1880  | 23                  | 1 286               | 1 160               | 14                  | 112                 | 8 000              |
| 1881  | 23                  | 1 235               | 1 111               | 14                  | 110                 | 8 000              |
| 1882  | 24                  | 1 262               | 1 127               | 15                  | 108                 | 8 000              |
| 1883  | 24                  | 1 344               | 1 222               | 15                  | 107                 | 8 000              |
| 1884  | 24                  | 1 329               | 1 216               | 15                  | 98                  | 8 000              |
| 1885  | 24                  | 1 350               | 1 245               | 14                  | 91                  | 8 000              |
| 1886  | 24                  | 1 350               | 1 244               | 16                  | 90                  | 8 000              |
| 1887  | 24                  | 1 335               | 1 234               | 16                  | 85                  | 8 000              |
| 1888  | 24                  | 1 325               | 1 228               | 13                  | 84                  | 8 000              |
| 1889  | 24                  | 1 381               | 1 288               | 10                  | 84                  | 8 000              |
| 1890  | 23                  | 1 328               | 1 229               | 15                  | 84                  | 8 000              |
| 1891  | 22                  | 1 328               | 1 228               | 17                  | 83                  | 8 000              |
| 1882  | 20                  | 1 556               | 1 469               | 20                  | 69                  | 8 000              |
| 1893  | 23                  | 1 556               | 1 457               | 21                  | 64                  | 8 000              |
| 1894  | 23                  | 1 675               | 1 590               | 21                  | 64                  | 8 000              |
| 1895  | 24                  | 1 652               | 1 570               | 20                  | 62                  | 8 000              |
| 1896  | 25                  | 1 642               | 1 563               | 19                  | 60                  | 8 000              |
| 1897  | 25                  | 1 681               | 1 602               | 19                  | 60                  | 8 000              |
| 1898  | 27                  | 1 805               | 1 728               | 17                  | 60                  | 8 000              |
| 1899  | 27                  | 1 800               | 1 724               | 16                  | 60                  | 10 000             |
| 1900  | 27                  | 1 899               | 1 823               | 16                  | 60                  | 10 000             |
| 1901  | 26                  | 1 936               | 1 860               | 16                  | 60                  | 10 000             |
| 1902  | 27                  | 1 959               | 1 883               | 18                  | 58                  | 10 000             |
| 1903  | 24                  | 1 950               | 1 875               | 18                  | 58                  | 10 000             |
| 1904  | 25                  | 2 382               | 2 306               | 18                  | 58                  | 10 000             |
| 1905  | 28                  | 2 616               | 2 537               | 23                  | 58                  | 10 000             |
| 1906  | 28                  | 2 828               | 2 746               | 25                  | 58                  | 10 000             |
| 1907  | 32                  | 3 320               | 3 237               | 25                  | 58                  | 10 000             |
| 1908  | 32                  | 3 508               | 3 425               | 25                  | 58                  | 10 000             |
| 1909  | 32                  | 4 198               | 4 152               | 16                  | 23                  | 10 000             |
| 1910  | 32                  | 4 326               | 4 290               | 16                  | 20                  | 10 000             |
| 1911  | 32                  | 4 674               | 4 630               | 17                  | 18                  | 10 000             |
| 1912  | 32                  | 5 390               | 5 347               | 16                  | 19                  | 11 000             |
| 1913  | 32                  | 5 638               | 5 600               | 17                  | 15                  | 11 000             |

На початку 1860-х років Товариство діяло в будинку Інституту Оссолінських під номером 23 потім з 1866 р. у власному будинку на вулиці Кароля Людвіка, 5¼, а з 1871 р. на площі Хоронжини, 427 у Львові. У 1919 році Товариство змінило свою назву на Східно-Малопольське господарське товариство, і під цією назвою діяло до 1922 року, коли воно було поглинене Малопольським сільськогосподарським товариством.

## Органи влади та активісти Товариства

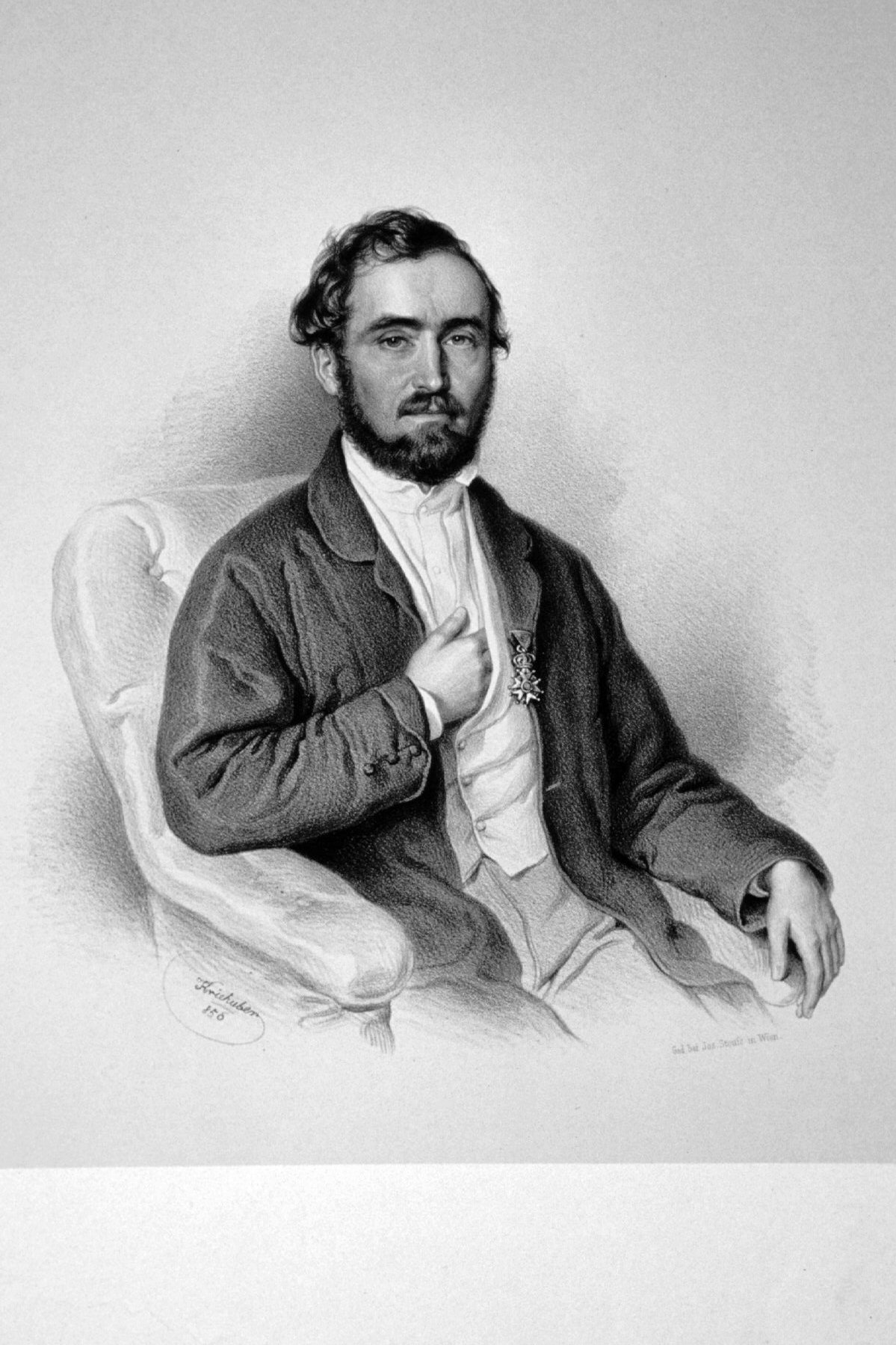
Леон Людвік Сапіга, перший президент Галицького господарського товариства (літографія Йозефа Крігубера 1856 р.)

Протекторами Товариства були: Фердинанд Кароль Юзеф Габсбург-Есте (1845—1850) та Аґенор Ґолуховський (1859—1875). Вищим органом влади були загальні збори учасників. У 1861–1865 роках через заборону австрійської влади загальних зборів членів не було. З 1868 р. після зміни статуту т. зв Загальна рада товариства, до складу якої, крім голів, членів Комітету, входили також делегати новостворених повітових осередків. Товариство очолював Комітет, роботою якого керував президент, якому допомагав віцепрезидент з 1860 року, два віцепрезиденти з 1873 року, а потім три віцепрезиденти з 1890 року. Кількість членів Комітету ГГТ змінювалася: у 1846–1868 рр. становила 6 осіб, у 1869–1875 рр. — 12 осіб, у 1876–1882 рр. — 16 осіб, у 1883–1887 рр. — 18 осіб., а з 1888 р. — від 20 до 23 осіб. У той час також були створені секції в комітеті ГГТ і діяли секції, напр. племінної, господарської, помологічної, лісівничої та бджільницької. Це, а також децентралізація структури, безсумнівно, сприяли бурхливому розвитку товариства в другій половині ХІХ ст.
У 1910 році в органах ГГТ стався розкол, в результаті якого новим президентом був обраний Вітольд Чарторийський.
| Ім'я та прізвище           | Термін повноважень              |
| -------------------------- | ------------------------------- |
| Леон Людвік Сапіга         | 31 січня 1846 — 25 червня 1861  |
| Францішек Ян Смолька       | 25 червня 1861 — 18 травня 1862 |
| вакансія                   | 18 травня 1862 — 30 січня 1866  |
| Казимир Антоній Красицький | 30 січня 1866 — 16 лютого 1868  |
| Казимир Грохольський       | 16 лютого 1868 — 24 червня 1870 |
| Северин Смажевський        | 24 червня 1870 — 20 червня 1873 |
| вакансія                   | 20 червня 1873 — 24 червня 1875 |
| Адам Станіслав Сапега      | 18 червня 1875 — 30 червня 1900 |
| Станіслав Стадницький      | 30 червня 1900 -18 червня 1903  |
| Влодзімеж Козловський      | 18.06.1903 -10.06.1906          |
| Станіслав Брикчинський     | 10 червня 1906 — 10 червня 1909 |
| Казімеж Лясковський        | 10.06.1909 — 24.06.1910         |
| Вітольд Чорторийський      | 24.06.1910 — 20.06.1914         |

| ім'я та прізвище           | термін повноважень               |
| -------------------------- | -------------------------------- |
| Казимир Антоній Красицький | 10 лютого 1860 — 25 червня 1861  |
| Северин Смажевський        | 25 червня 1861 — 18 травня 1862  |
| вакансія                   | 18 травня 1862 — 30 січня 1866   |
| Людвік Скшинський          | 30 січня 1866 — 16 лютого 1868   |
| Ян Конрад Залуський        | 16 лютого 1868 — 24 червня 1870  |
| Антоній Яблоновський       | 24 червня 1870 — 20 червня 1874  |
| Генрик Стшелецький         | 20 червня 1873 — 20 червня 1874  |
| Адам Станіслав Сапєга      | 20 червня 1874 — 18 червня 1875  |
| Давид Абрахамович          | 20 червня 1874 — 12 червня 1880  |
| Болеслав Августинович      | 18 червня 1874 — 15 червня 1892  |
| Петро Ґросс                | 12 червня 1880 — 15 червня 1892  |
| Станіслав Стадницький      | 12 червня 1890 — 30 червня 1900  |
| Владислав Козебродський    | 28 червня 1891 -13 червня 1893 р |
| Тадеуш Пілат               | 15 червня 1892 -18 червня 1903   |
| Станіслав Брикчинський     | 13 червня 1893 — 10 червня 1906  |
| Вітольд Чарторийський      | 30 червня 1900 -18 червня 1903   |
| Джон Вів'єн                | 18 червня 1903 — 15 червня 1911  |
| Артур Целецький-Заремба    | 18.06.1903 -10.06.1909           |
| Вітольд Чарторийський      | 10 червня 1906 — 24 червня 1910  |
| Александр Домбський        | 10.06.1909 — 20.06.1914          |
| Казимир Шептицький         | 24.06.1910 — 13.06.1912          |
| Александр Рациборський     | 15.06.1911 — 13.06.1912          |
| Мар'ян Лісовецький         | 13.06.1912 — 20.06.1914          |
| Ян Розвадовський           | 13.06.1912 — 20.06.1914          |

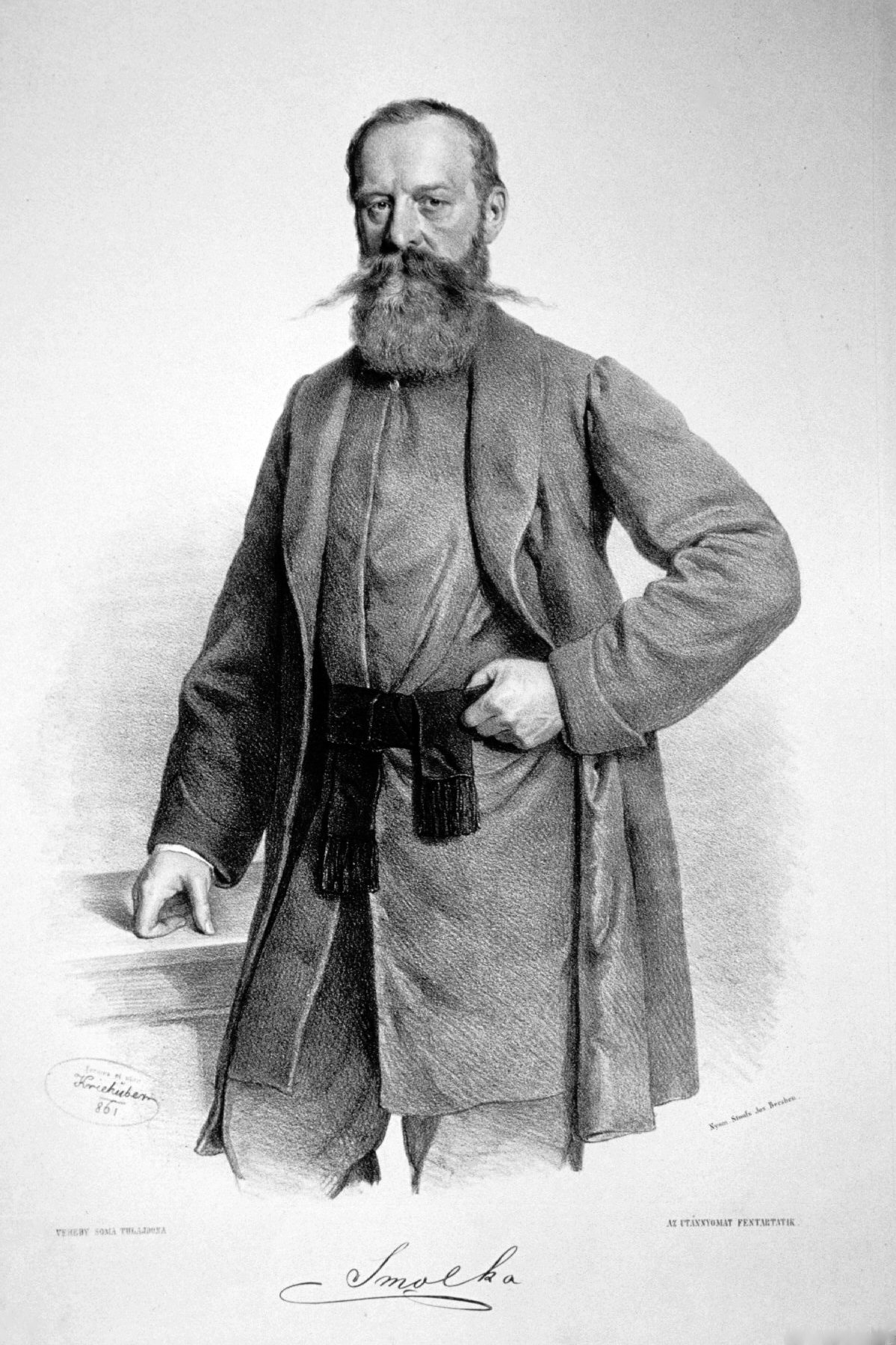
Францішек Смолька, другий президент Галицького господарського товариства (літографія Йозефа Крігуберса 1861 р.)

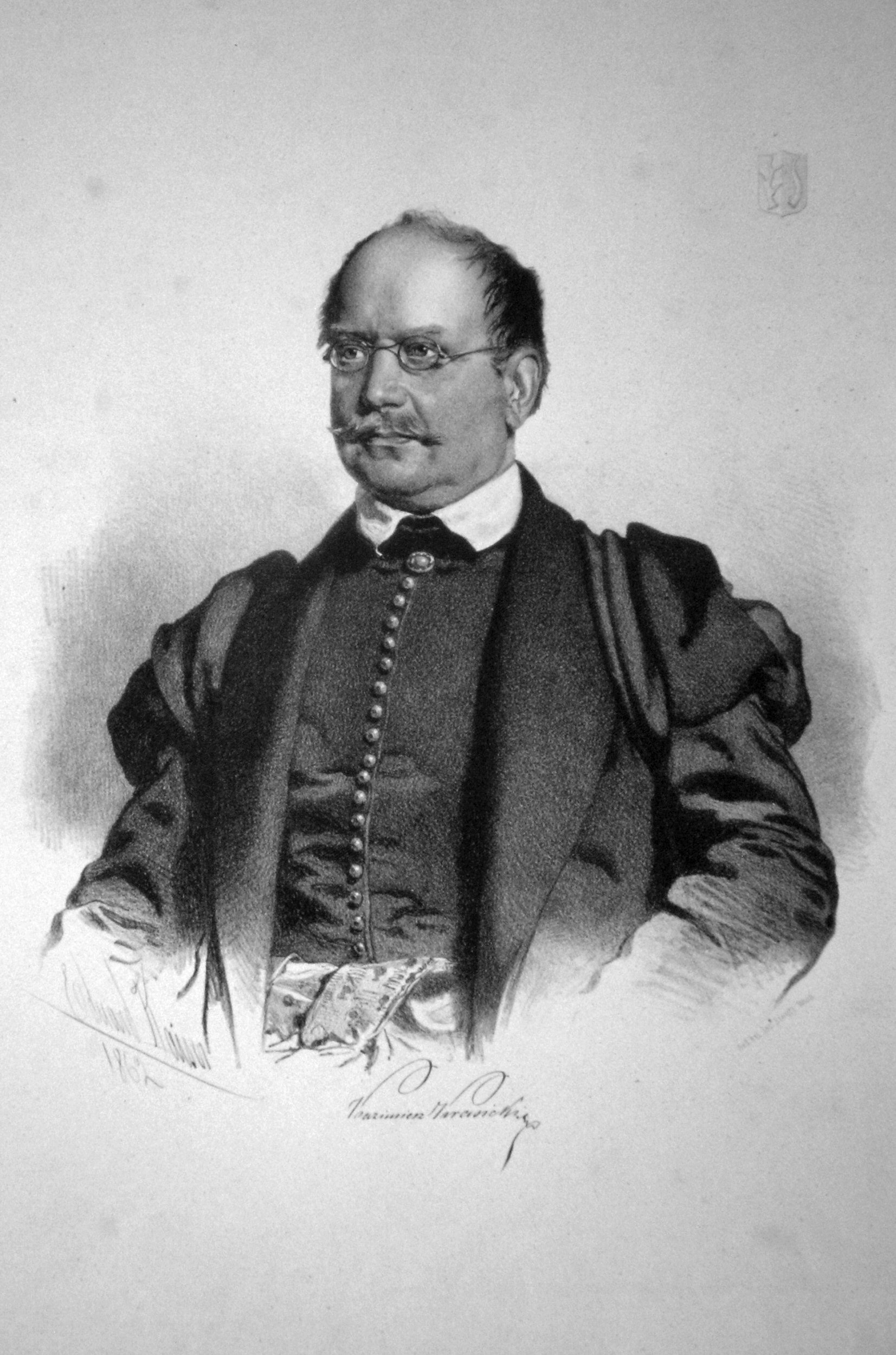
Казимир Антоній Красицький, третій президент Галицького господарського товариства (літографія Едуарда Кайзера 1862 р.)

Провідним активом товариства були члени його комітету, якими в 1846—1914 рр. були:
| A | Давид Абрагамович (20 червня 1873 — 24 червня 1874, 30 червня 1881 — 15 червня 1902), Телесфор Адамський (10 червня 1909 — 24 червня 1910), Болеслав Августинович (24 червня 1874 — 18 червня 1875) |
| B | Антоній Баранський (10 липня 1883 — 13 червня 1893), Францішек Бесядецький (24 червня 1910 — 13 червня 1912), Владислав Бесядецький (22 лютого 1850 — 13 лютого 1853), Елігіуш Бялоскорський (18 лютого 1866 р.). — 28 червня 1870), Леон Білінський (18 червня 1875 — 24 червня 1878, 12 червня 1880 — 28 червня 1884), Станіслав Богданович (18 червня 1903 — 24 червня 1910), Зигмунт Боярський (26 травня 1876 — 10 червня), Юзеф Боровський (30 червня 1881 — 23 червня 1889), Ян Брейер (28 червня 1870 — 30 червня 1871, 14 червня 1882 — 18 червня 1903), Юліан Бруницький (20 червня 1897 — 20 червня 1914)), Мечислав Брикчинський (13 червня 1912 — 28 червня 1913), Станіслав Брикчинський (23 червня 1889 — 13 червня 1893) |
| C | Казимир Хлендовський (28 червня 1870 — 24 червня 1874), Aртур Целецький (15 червня 1892 — 18 червня 1903, 10 червня 1909 — 28 червня 1913), Теофіл Цесельський (18 червня 1875 — 12 червня 1880), Вітольд Чарторийський (27 червня 1894 — 30 червня 1900 , 18 червня 1903 р. — 10 червня 1906), Владислав Чайковський (28 червня 1884 — 15 червня 1892) |
| D | Антоній Дембінський (30 червня 1871 — 25 червня 1872), Фелікс Дружбацький (13 червня 1912 — 20 червня 1914), Едвард Дідушицький (28 червня 1870 — 24 червня 1874), Клеменс Дідушицький (13 червня 1893 — 20 червня 1897), Tит Дідушицький (31 січня 1846 — 22 лютого 1850), Владислав Дідушицький (13 червня 1912 — 20 червня 1914), Володимир Дідушицький (6 лютого 1860 — 25 червня 1861, 24 червня 1874 — 26 травня 1876) |
| F | Тадеуш Федорович (18 червня 1903 — 20 червня 1914), Юліуш Фроммель (16 червня 1895 — 30 червня 1908) |
| G | Юзеф Гізовський (10 липня 1883 — 16 червня 1895), Влодзімеж Ґнєвош (28 червня 1884 — 24 червня 1904), Вінцентій Гнойський (10 червня 1877 — 24 червня 1878), Стефан Годлевський (24 червня 1910 — 20 червня 1914), Пьотр Ґросс (31 січня 1848 — 22 лютого 1850, 24 червня 1874 — 12 червня 1880) |
| H | Цезарій Галлер (28 червня 1870 — 20 червня 1873), Отто Гауснер (10 червня 1877 — 12 червня 1890), Северин Гензель (12 червня 1880 — 15 червня 1892, 20 червня 1899 — 18 червня 1903) |
| J | Юзеф Яблоновський (20 червня 1873 — 24 червня 1874), Кароль Яблоновський (22 лютого 1850 — 13 лютого 1853), Йозеф Єгерман (26 травня 1876 — 10 червня 1877), Ян Ярунтовський (13 лютого 1853 — 7 лютого 1856) |
| K | Мавріці Кабат (30 січня 1866 — 16 лютого 1868), Антоній Кліма (30 червня 1848 — 13 лютого 1853), Володимир Козловський (15 червня 1888 — 18 червня 1903, 10 червня 1906 — 24 червня 1910), Маврицій Крайнський (31 січня 1846 — 17 лютого 1857), Владислав Країнський (30 червня 1900 — 10 червня 1906), Казимир Антоній Красицький (31 січня 1846 — 6 лютого 1858, 18 червня 1862 — 30 січня 1866, 10 червня 1877 — 15 червня 1879), Шимон Кравчикевич (18 червня 1854 — 6 лютого 1860), Кароль Крузенштерн (24 червня 1910 — 20 червня 1914), Корнель Кшечунович (6 лютого 1858 — 18 червня 1862), Валеріан Кшечунович (7 лютого 1856 — 30 січня 1866), Миколай Кшиштофович (18 червня 1903 — 24 червня 1910), Теодор Кульчицький (20 червня 1873 — 12 червня 1880), Авґуст Кунцек (31 січня 1846 — 31 січня 1848) |
| L | Тадеуш Ланґі (12 червня 1885 — 18 червня 1903), Феліціан Ласковський (13 лютого 1853 — 16 лютого 1868), Юзеф Лер (13 лютого 1853 — 28 лютого 1859), Мар'ян Лісовецький (18 червня 1903 — 13 червня 1912), Александр Літтич (15 червня 1892 — 13 червня 1893), Владислав Любомирський (10 липня 1883 — 15 червня 1892), Адам Францішек Любомирський (15 червня 1892 — 13 червня 1893), Анджей Любомирський (23 червня 1889 — 20 червня 1914) |
| Ł | Кароль Лущевський (28 червня 1913 — 20 червня 1914) |
| M | Ян Марцелій Мадейський (30 червня 1908 — 13 червня 1912), Мечислав Марассе (16 лютого 1868 — 28 червня 1870), Тадеуш Ґжеґож Марс (24 червня 1904 — 30 червня 1908), Едвард Мічевський (28 червня 1870 — 25 червня 1872), Казимир Мічинський (10 червня 1909 — 20 червня 1914), Юзеф Мікуловський-Поморський (18 червня 1903 — 24 червня 1910), Юзеф Мілевський (10 червня 1909 — 28 червня 1913), Альфред Млоцький (25 червня 1861 — 30 січня 1866), Міхал Мрозовицький (25 червня 1861 — 30 січня 1866), Ян Мицельський (24 червня 1910 — 20 червня 1914) |
| N | Юзеф Новоселецький (12 червня 1880 — 30 червня 1881) |
| O | Казимир Обертинський (18 червня 1875 — 15 червня 1879), Мечислав Онишкевич (15 червня 1892 — 18 червня 1903) |
| P | Юзеф Пайончковський (16 лютого 1868 — 30 червня 1871), Казимир Паньковський (24 червня 1878 — 14 червня 1882), Ян Пайгерт (24 червня 1910 — 13 червня 1912), Корнель Пайгерт (18 червня 1903 — 24 червня 1910), Францішек Ксаверій Петрович (30 січня 1866 — 28 червня 1870), Тадеуш Пілат (24 червня 1874 — 15 червня 1892, 18 червня 1903 — 20 червня 1914), Леонард Пінінський (10 липня 1883 — 12 червня 1885), Міхал Плезія (13 червня 1912 — 20 червня 1914), Леон Подлеський (10 червня 1906 — 30 червня 1908), Валер'ян Подлевський (28 червня 1870 — 14 червня 1882), Станіслав Поляновський (26 травня 1876 — 10 червня 1877), Леон Пузина (24 червня 1910 — 20 червня 1914) |
| R | Олександр Раціборський (28 червня 1913 — 20 червня 1914), Альбін Райський (15 червня 1879 — 12 червня 1880), Фрідріх Роледер (31 січня 1846 — 30 червня 1848), Емануель Роїнський (18 червня 1875 — 10 липня 1883), Пьотр Ромашкан (31 січня 1846 — 31 січня 1848), Ян Розвадовський (24 червня 1910 — 13 червня 1912), Вінцентій Розвадовський (30 червня 1908 — 20 червня 1914), Влодзімєж Руссоцький (17 лютого 1857 — 6 лютого 1858), Тадеуш Рильський (28 червня 1913 — 20 червня 1914) |
| S | Адам Сапіга (6 лютого 1860 — 24 червня 1874), Леон Людвік Сапіга (16 лютого 1868 — 28 червня 1870, 23 червня 1889 — 13 червня 1893), Павло Сапіга (10 червня 1909 — 20 червня 1914), Владислав Леон Сапіга (10 червня 1886 — 24 червня 1910), Август Шелленберг (12 червня 1880 — 27 червня 1894), Оскар Шнель (16 червня 1895 — 20 червня 1914), Якуб Шокліц (30 червня 1848 — 18 червня 1854), Юзеф Сермак (30 червня 1871 — 24 червня 1874), Мацей Серватовський (20 червня 1873 — 24 червня 1874), Владислав Серватовський (13 червня 1912 — 20 червня 1914), Тадеуш Скальковський (15 червня 1879 — 10 червня 1909), Людвік Скшиньський (6 лютого 1858 — 6 лютого 1860), Владислав Скшиньський (31 січня 1848 — 30 червня 1848), Павло Скварчинський (18 червня 1875 — 10 червня 1877), Францішек Смолька. (28 лютого 1859 — 25 червня 1861), Віктор Собещанський (30 червня 1871 — 24 червня 1874), Станіслав Ян Канті Стадницький (23 червня 1889 — 12 червня 1890), Томаш Станецький (25 червня 1872 — 18 червня 1875), Ян Канті Стечковський (15 червня 1902 — 18 червня 1903), Адольф Стронер (30 червня 1871 — 20 червня 1873), Зиґмунт Струсевич (24 червня 1878 — 10 липня 1883), Владислав Струшкевич (13 червня 1912 — 28 червня 1913), Стжелецький Фелікс (30 січня 1866 — 16 лютого 1868, 28 червня 1870 — 25 червня 1872), Генріх Стшелецький. (16 лютого 1868 р. — 20 червня 1873 р., 24 червня 1874 р. — 23 червня 1889 р.), Леон Суходольський (28 червня 1870 — 30 червня 1871), Казимир Шептицький (18 червня 1903 — 24 червня 1910), Ігнацій Шишилович (30 червня 1898 — 18 червня 1903, 15 червня 1907 — 24 червня 1910) |
| T | Казимир Мнішек-Чорницький (18 червня 1875 — 26 травня 1876), Францішек Торосєвич (25 червня 1872 — 20 червня 1873), Єжи Турнау (15 червня 1902 — 20 червня 1914), Людвік Тимофтевич (16 червня 1895 — 30 червня 1900), Владислав Тинецький (12 червня 1880 — 30 червня 1908) |
| U | Станіслав Ужейський (24 червня 1910 — 20 червня 1914) |
| W | Генрик Вальтер (26 травня 1876 — 10 червня 1877), Пьотр Василевський (30 січня 1861 — 16 лютого 1868), Тадеуш Василевський (14 червня 1882 — 28 червня 1884), Юзеф Верещинський (24 червня 1874 — 30 червня 1881), Адольф Вєсьоловський (15 червня 1892 — 18 червня 1903, 24 червня 1904 — 10 червня 1906), Якуб Віктор (28 червня 1870 — 18 червня 1875), Ян Віктор (28 червня 1913 — 20 червня 1914), Казимир Віктор (27 червня 1894 — 24 червня 1904), Ян Вілуш (13 червня 1912 — 28 червня 1913), Леонтій Вибрановський (26 травня 1876 — 15 червня 1892) |
| Z | Стефан Замойський (30 січня 1866 — 16 лютого 1868, 24 червня 1878 — 12 червня 1880, 27 червня 1894 — 20 червня 1899) |

## Члени Асоціації
Від заснування Галицького господарського товариства було три категорії членів: почесні, заочні та активні. Основна категорія складалася з простих членів (іншими словами, активних членів), до яких входили члени, які сплачували регулярні внески та брали участь у діяльності асоціації. До почесних членів входили члени імператорської сім'ї, видатні політики, активні діячі, які особливо заслугували для розвитку Товариства. Була також категорія членів-кореспондентів, до якої входили автори, які співпрацювали з сільськогосподарськими періодичними виданнями ГГТ.